# Kurupi itaata
Kurupi itaata es la única especie conocida del género extinto Kurupi de dinosaurio terópodo abelisáurido que vivió a finales del período Cretácico, hace aproximadamente de 75 millones de años durante el Campaniense, en lo que es hoy Sudamérica.

## Descubrimiento y etimología

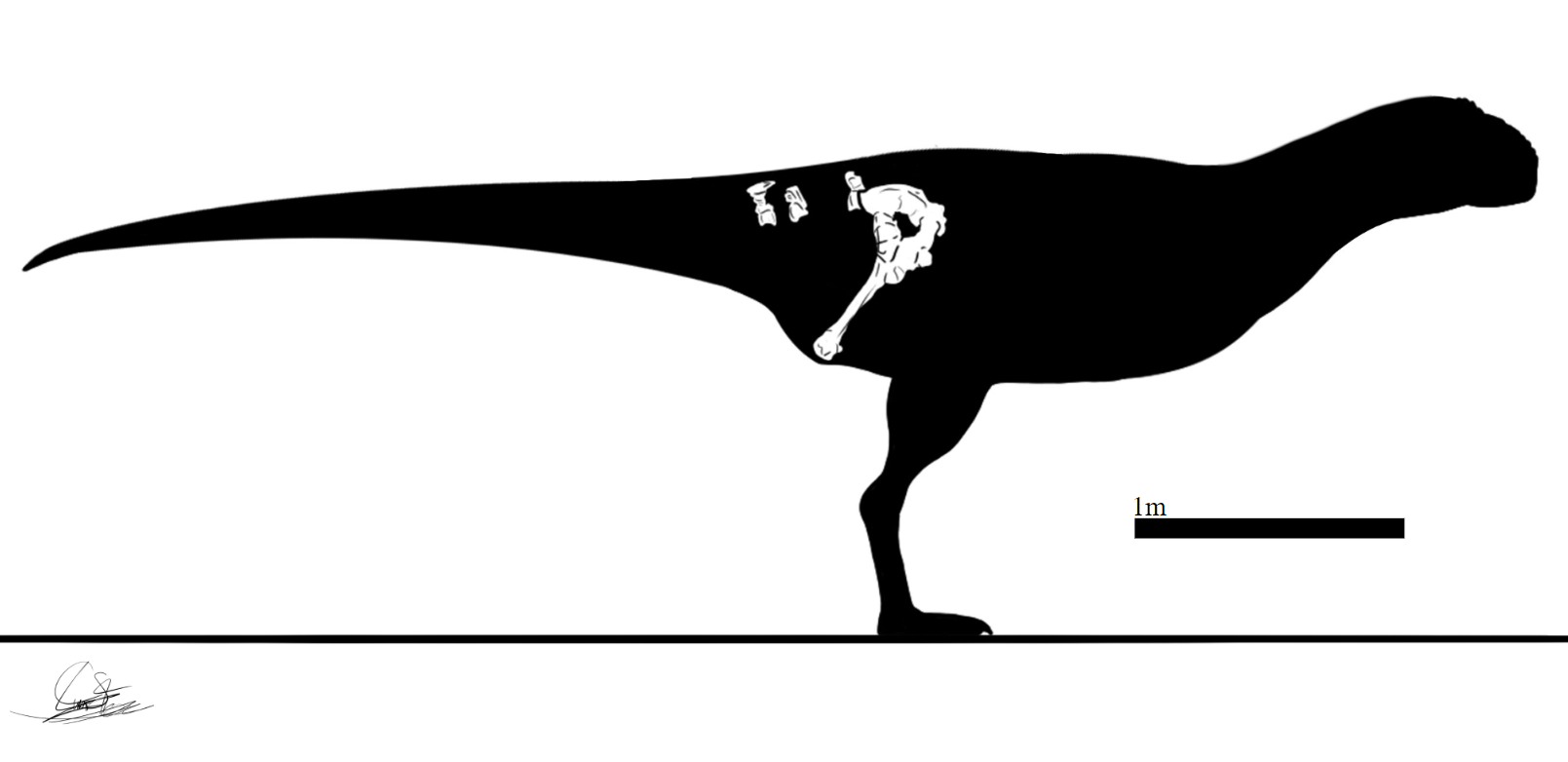
Diagrama mostrando los restos fósiles conocidos (la barra lateral equivale a 1 metro).

Sus restos se encontraron en el sitio de Motel Paraíso cerca de Monte Alto, en el oeste de São Paulo. En 2021 la especie tipo Kurupi itaata fue nombrada y descrita por Fabiano Vidoi Iori, Hermínio Ismael de Araújo-Júnior, Sandra A. Simionato Tavares, Thiago da Silva Marinho y Agustín G. Martinelli. El nombre genérico es el de Kurupí, una criatura de la mitología guaraní. La criatura simboliza la sexualidad y el nombre se refiere al hecho de que el "Albergue transitorio" es un lugar para encuentros románticos secretos. El nombre específico proviene del idioma tupi y combina las palabras ita, "duro", y atã, "piedra", una referencia a la roca dura de la zona. El holotipo, MPMA 27-0001 / 02, fue encontrado en una capa de la Formación Marília que data del Maastrichtiense. Consiste en un esqueleto parcial sin cráneo. Conserva: tres vértebras sacras, incluida una primera y una séptima, y parte de la pelvis. Es el primer miembro del tetrapódo que se describe a partir de la formación. La longitud del holotipo se estimó en 5 metros. La cola rígida indicaría un estilo de vida de carrera. Quizás Kurupi, como otros abelisáuridos, tenía una cabeza grande y corta con la que embistió a sauropódos.

## Clasificación

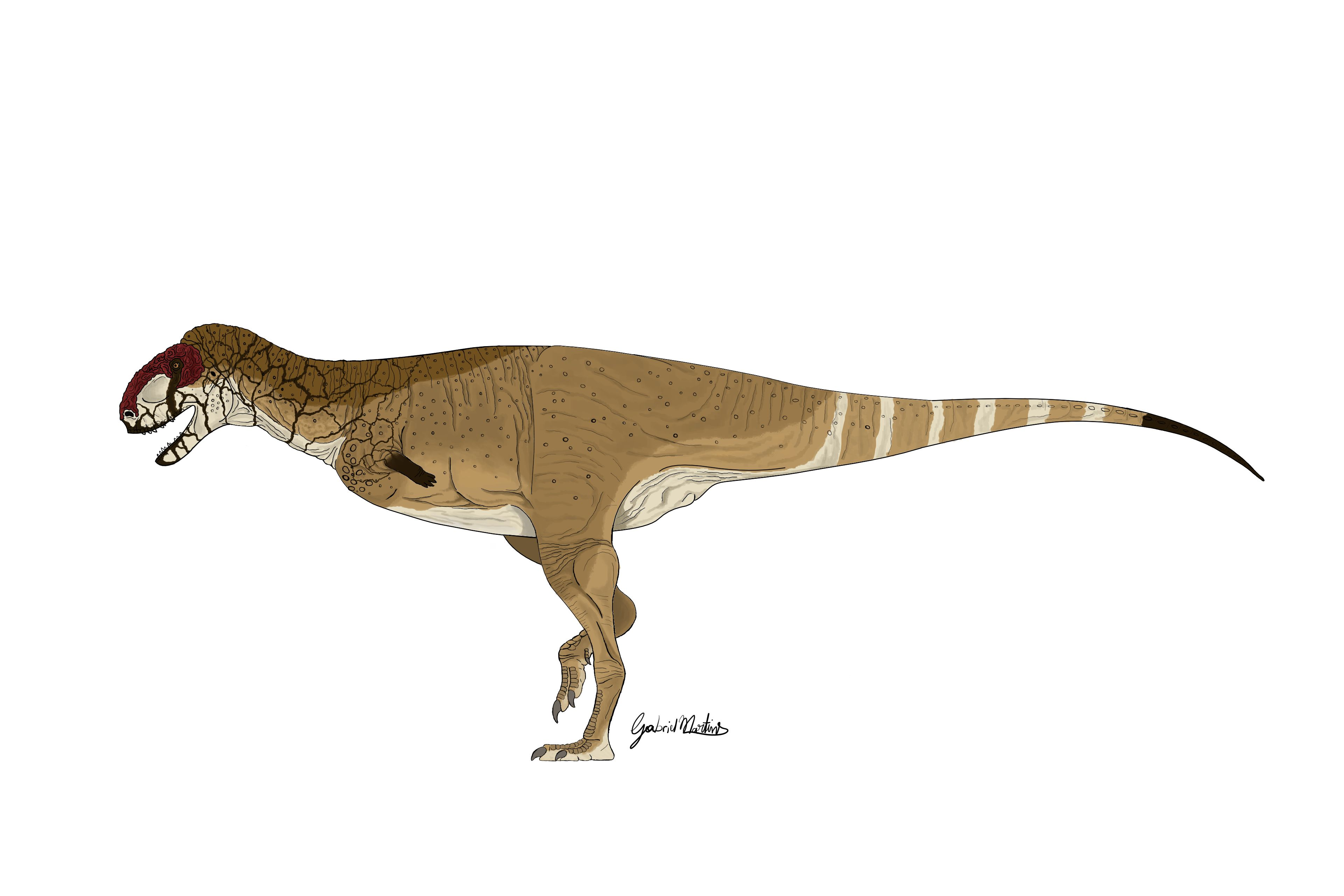
Recreación en vida mostrándolo como un abelisáurido derivado.

Los descriptores pudieron identificar algunas características distintivas. Algunos de estas son autapomorfías, rasgos inferidos únicos. Entre la primera y la séptima vértebra de la cola, la protuberancia lateral se mueve 15° más hacia atrás. Debajo del centro de la protuberancia lateral, una protuberancia triangular sobresale oblicuamente hacia el frente y los lados. El borde exterior delantero del saliente lateral muestra una muesca entre un saliente en forma de placa y la esquina exterior delantera del saliente lateral. Las vértebras sacras anteriores poseen una proyección cónica, dirigida oblicuamente hacia delante y hacia arriba, en la superficie superior de la protuberancia lateral. Kurupi muestra algunas características típicas de los abelisáuridos sudamericanos. Los isquiones están fusionados. Las vértebras caudales tienen procesos laterales largos inclinados hacia adelante y hacia arriba, con puntas en forma de abanico. Las protuberancias laterales adquieren así forma de hacha con un punto apuntando hacia adelante. Están bastante aplanados. Kurupi se colocó en Abelisauridae en 2021. Debido a los hallazgos limitados, no fue posible determinar las relaciones con más detalle y el análisis filogenético lo muestra en una politomía en la base del clado.